# Johann Burkhard Geiger
Johann Burkhard Geiger (auch Johann Burkard Geiger; * 5. Februar 1743 in Nürnberg; † 13. September 1809 in Erlangen) war ein deutscher Rechtswissenschaftler und Hochschullehrer.

## Leben
Geiger war Sohn eines Waldschreibers. Er absolvierte das Gymnasium Aegidianum in Nürnberg. 1759 nahm er an der Universität Erlangen das Studium der Rechtswissenschaft auf. Schon am 11. November 1762 wurde er zum Doktor beider Rechte promoviert. Es folgte ein möglicherweise von Gönnern begünstigter, schneller Aufstieg. Bereits 1762/1763 erhielt er eine Stelle als außerordentlicher Professor der Rechte an der Erlanger Universität und etwa ein Jahr später, 1764 erfolgte die Berufung zum ordentlichen Professor. An der Universität sah er sich deshalb auch einer negativen Einstellung gegenüber seiner Person ausgesetzt. 1792 wurde ihm schließlich die erste Professur der Juristischen Fakultät übertragen. Geiger war Mitglied des Senats sowie des Spruchkollegiums der Universität. Er war unter anderem im Kirchenrecht, Strafrecht und Zivilrecht tätig.
Geiger wurde 1770 zum brandenburgischen Hofrat ernannt. Er gab in Erlangen von 1776 bis 1784 die Zeitschrift Die neueste juristische Litteratur heraus. 1778 wurde er zum Scholarchen des Erlanger Gymnasiums ernannt. Er war bis zu seinem letzten Lebenstag als Professor tätig und starb an einem Schlaganfall.
Der Rechtswissenschaftler Christian Friedrich von Glück war sein Schwiegersohn, der Richter Christian Carl von Glück sowie der Bibliothekar  Christian Wilhelm von Glück seine Enkel.

## Werke (Auswahl)
- Ad audiendam orationem pro capessendo munere iurium professoris publici extraordinarii … invitat, simulque de licita fideicommissorum imprimis familiarum nobilium alienatione disserit Ioannes Burcardus Geiger, Walther, Erlangen 1763.
- De Origine Et Fatis Doctrinae Ivris Pvblici Imperii Romano-Germanici, Walther, Erlangen 1764.
- zusammen mit Christian Friedrich Glück: Merkwürdige Rechtsfälle und Abhandlungen aus allen Theilen der Rechtsgelehrsamkeit : mit beygefügten Urtheilen und Gutachten der Erlangischen Juristenfacultät, 3 Bände, Palm, Erlangen 1792–1806.